# Legio IV Sorana
Legio IV Sorana (IV Соранський легіон) — римський легіон часів громадянської війни 44-31 років до н. е.

## Історія
У 43 році до н. е. цей легіон сформовано консулом Гаєм Вібієм Пансом Центроніаном з числе ветеранів. Центром формування та сбору легіону стало місто Соран. Звідси походить назва легіону. Панса задіяв легіон під час Мутінської війни з Марком Антонієм. Того ж року звитяжив під час битви при Галльському форумі, де Антоній зазнав поразки. В цій битві Панса загинув, після чого легіон очолив Гай Цезар Октавіан.
В подальшому легіон було залучено у війна з Секстом Помпеєм на Сицилії, Емілієм Лепідом та Марком Антонієм. Ймовірно цей легіон брав участь у вирішальній кампанії 31 року до н. е., за результатами якої Октавіан здобув цілковиту владу над Римською державою. після цього легіон було реформовано.